# Camponotus moderatus
Camponotus moderatus é uma espécie de inseto do gênero Camponotus, pertencente à família Formicidae.